# Penn Wells Hotel
El Penn Wells Hotel en Wellsboro, Pensilvania, está incluido en el Registro Nacional de Hoteles Históricos de América.
Está ubicado en la ruta 6 de Pensilvania, que en algún momento fue la autopista Roosevelt, la ruta principal entre la ciudad de Nueva York y Chicago, lo que le atrajo muchos negocios.
Fue construido en 1829 y fue ampliado y renovado en la década de 1920. Sufrió un incendio en 1906.
Alguna vez fue conocida como Coles House, se encuentra como la pieza central de Wellsboro, el distrito histórico Main Street iluminado con gas de Pensilvania".

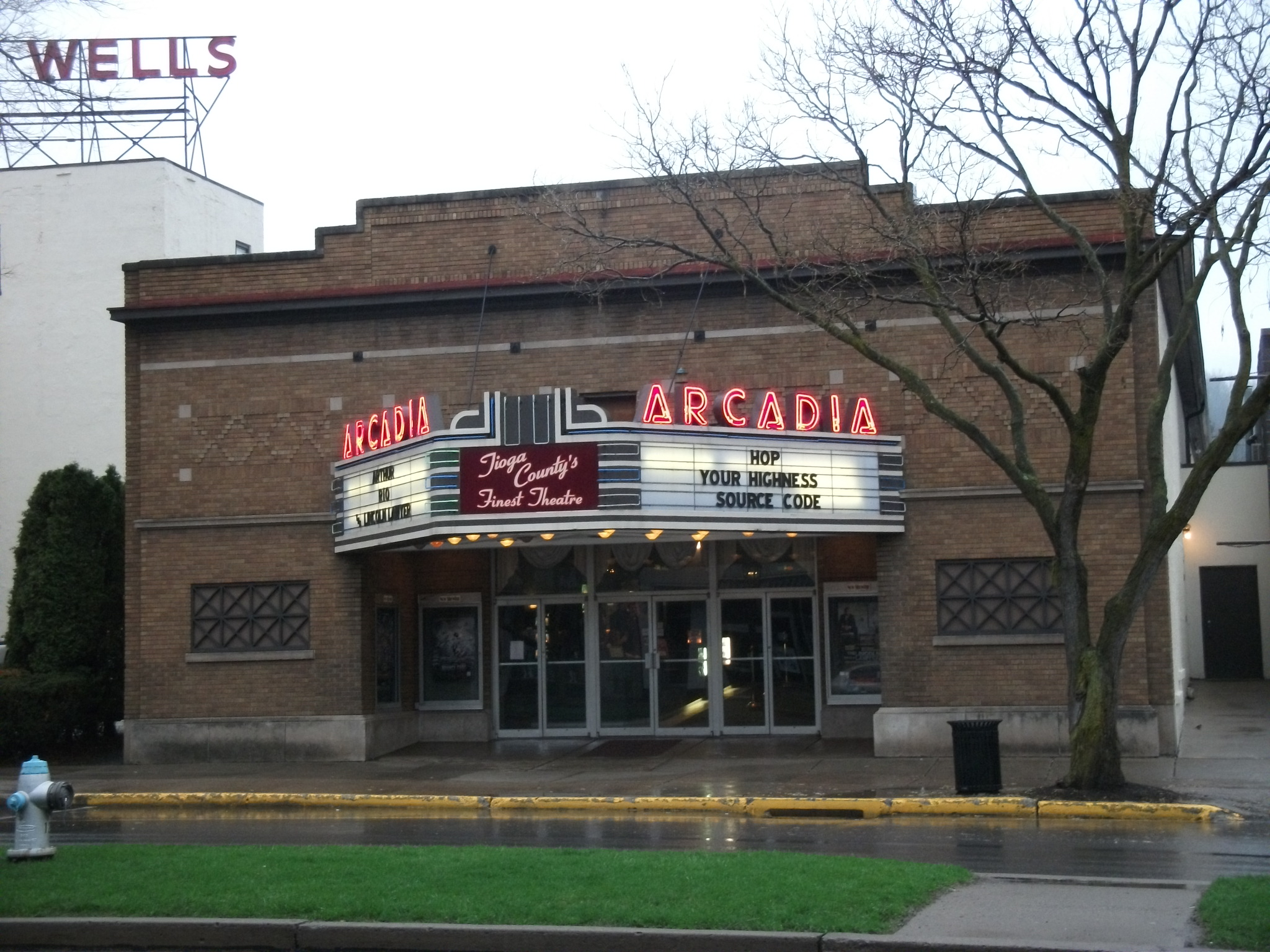
Teatro Arcadia

Se encuentra junto al Teatro Art Deco Arcadia (1921), que es propiedad de la misma empresa propietaria del hotel; el hotel y el teatro copatrocinan festivales de cine.
Al otro lado de la calle está Dunham's Department Store, una tienda por departamentos local. La familia Dunham era propietaria del Teatro Arcadia y jugó un papel decisivo en la protección del Hotel Penn Wells de la "extinción".
Es una propiedad contribuidora del distrito histórico de Wellsboro, incluido en el Registro Nacional de Lugares Históricos.